# Prowincja Ajn Tumuszanat
Prowincja Ajn Tumuszanat (arab. ولاية عين تموشنت) – jedna z 48 prowincji Algierii, znajdująca się w północno-zachodniej części kraju.
Prowincja ma powierzchnię 2630 km², jest jedną z mniejszych w kraju. W 2008 roku na jej terenach mieszkało ponad 371 tysięcy ludzi. W 1998 roku w prowincji mieszkało ponad 327 tysięcy ludzi, zaś w 1987 ponad 271 tysięcy osób.